# Lázaro Cárdenas, Tumbalá
Lázaro Cárdenas är en ort i Mexiko.   Den ligger i kommunen Tumbalá och delstaten Chiapas, i den sydöstra delen av landet, 800 km öster om huvudstaden Mexico City. Lázaro Cárdenas ligger 1 020 meter över havet och antalet invånare är 177.
Terrängen runt Lázaro Cárdenas är kuperad åt sydväst, men åt nordost är den bergig. Runt Lázaro Cárdenas är det ganska tätbefolkat, med 149 invånare per kvadratkilometer. Närmaste större samhälle är Yajalón, 12,7 km söder om Lázaro Cárdenas. I omgivningarna runt Lázaro Cárdenas växer i huvudsak städsegrön lövskog.